# ヘナル・アンドリヌア
ヘナル・アンドリヌア・コルタバリア（Genar Andrinúa Cortabarría、1964年5月9日 - ）は、スペイン・ビルバオ出身の元同国代表サッカー選手。ポジションはディフェンダー。

## クラブ経歴
1983-84シーズン、アスレティック・ビルバオでプロデビューを果たすと、以降1997年に現役を引退するまでアスレティック・ビルバオの中心選手として活躍した。
1987年、アンドニ・ゴイコエチェアがアトレティコ・マドリードへ移籍したため、ゴイコエチェアからキャプテンマークを引き継いだ。1997年、33歳で現役引退を決断すると、アンドリヌアが担っていたその役目はフレン・ゲレーロへと受け継がれた。

## 代表経歴
スペイン代表として28試合に出場し、2ゴールを挙げている。代表デビューは1987年2月18日のイングランド代表戦で、この試合はゲーリー・リネカーの4得点で敗戦した。また、メジャー大会にもUEFA欧州選手権1988と1990 FIFAワールドカップの2度の大会に参加した。
また、FIFA未加盟ではあるがバスク代表にも出場しており、U-21スペイン代表では1986年のUEFA U-21欧州選手権制覇に貢献している。

### 代表ゴール
| #  | 日付         | 開場                                               | 対戦国         | 得点 | 結果 | 大会                                    |
| -- | ------------ | -------------------------------------------------- | -------------- | ---- | ---- | --------------------------------------- |
| 1. | 1988年6月5日 | シュタディオン・ザンクト・ヤコブ, バーゼル, スイス | スイス         | 0–1  | 1–1  | 親善試合                                |
| 2. | 1989年2月8日 | ウィンザー・パーク, ベルファスト, 北アイルランド   | 北アイルランド | 0–1  | 0–2  | 1990 FIFAワールドカップ・ヨーロッパ予選 |

## タイトル

### クラブ
アスレティック・ビルバオ
- ラ・リーガ : 1回 (1983-84)
- コパ・デル・レイ : 1回 (1983)

### 代表
U-21スペイン代表
- UEFA U-21欧州選手権 : 1回 (1986)